# Hibana velox
Hibana velox és una aranya comuna d'Amèrica del Nord. Pot ser vista entre el fullatge i dins de cases. És útil en la caça d'insectes com el minador dels tarongers (Phyllocnistis citrella), de la família Gracillariidae, que ataca els cítrics.